# Death Wish (Calibro 35)
Death Wish è un singolo dei Calibro 35, pubblicato su 45 giri nel 2011.
È una cover della colonna sonora del film Il giustiziere della notte, originariamente incisa da Herbie Hancock nel 1974.
Il brano è stato registrato dal vivo durante un concerto al Bronson di Ravenna il 13 marzo 2010.

## Tracce
Lato A
1. Death Wish - Pt. 1 (Herbie Hancock)

Lato B
1. Death Wish - Pt. 2 (Herbie Hancock)